# 上山龍紀
上山 龍紀（うえやま りゅうき、1976年4月17日 - ）は、日本の男性総合格闘家、プロレスラー。東京都町田市出身。U-SPIRIT JAPAN 町田所属。元DEEPミドル級王者。
プロボクサー、総合格闘家の上山知暁は実兄。

## 来歴
高校時代はレスリング部に所属。高校卒業後、UWFインターナショナルに入門し、1996年にプロデビュー。
1998年9月21日、リングスに初参戦し、滑川康仁に判定負け。
2000年、U-FILE CAMPに移籍。
2002年6月9日、DEEP2001ミドル級（-82kg）王座決定トーナメントの1回戦で梁正基に判定勝ち、準決勝で村浜天晴にチョークスリーパーで一本勝ち、決勝では石川英司にアンクルホールドで一本勝ちを収め王座獲得に成功した。
2003年4月12日、初参戦となった全日本プロレスで土方隆司と対戦し、アンクルホールドで一本勝ちを収めた。
2003年9月15日、DEEP 12th IMPACTで行われたDEEPミドル級タイトルマッチで挑戦者の須田匡昇と対戦し、引き分けで初防衛に成功した。
2004年2月15日、PRIDE初出場となったPRIDE 武士道 -其の弐-でショーン・シャークと対戦し、0-3の判定負け。10月14日、PRIDE 武士道 -其の伍-で美濃輪育久と対戦し、1-2の判定負け。
2004年12月18日、DEEP 17 IMPACTで行われたDEEPミドル級タイトルマッチで挑戦者の桜井隆多で対戦し、TKO負けを喫し王座陥落した。
2005年末に永田克彦らと「TEAM KINGS」を結成。
2006年2月4日、K-1初挑戦。K-1 WORLD MAX 2006〜日本代表決定トーナメント〜に出場し、1回戦で大東旭に判定勝ちするものの、準決勝で佐藤嘉洋と対戦、ローキックを受け続け、右膝靭帯損傷によるドクターストップでTKO負け。
2006年5月3日、HERO'Sミドル級（-70kg）王者決定トーナメントの1回戦でハニ・ヤヒーラと対戦し、0-2の判定負け。
2007年3月12日、HERO'S 2007 開幕戦 〜名古屋初上陸〜でビトー・"シャオリン"・ヒベイロと対戦、1R腕ひしぎ三角固めで一本負け。

2010年7月3日、DEEP 48 IMPACTでパーキーと対戦。1R、テイクダウンから踏みつけ＆サッカーボールキックを連打されるも、反則となる膝蹴りでダメージを受けインターバルが取られたが回復せず試合終了となり、映像で確認するために裁定は主催者預かりとなった。7月7日、膝蹴りは流れの中での偶発的なものだったとして裁定はノーコンテストとなった。
2015年12月5日、REAL 3で行われたスーパーライト級トーナメントの1回戦でホベルト・サトシ・ソウザと対戦し、肩固めで一本負け。

## 戦績

### 総合格闘技
| 総合格闘技 戦績 | 総合格闘技 戦績 | 総合格闘技 戦績 | 総合格闘技 戦績 | 総合格闘技 戦績 | 総合格闘技 戦績 | 総合格闘技 戦績 |
| --------------- | --------------- | --------------- | --------------- | --------------- | --------------- | --------------- |
| 37 試合         | (T)KO           | 一本            | 判定            | その他          | 引き分け        | 無効試合        |
| 12 勝           | 2               | 5               | 5               | 0               | 5               | 1               |
| 19 敗           | 4               | 2               | 12              | 1               | 5               | 1               |

| 勝敗 | 対戦相手                       | 試合結果                                     | 大会名                                                                                | 開催年月日     |
| ×    | 小金翔                         | 5分2R終了 判定0-3                            | REAL 5 【ライト級王座決定トーナメント 1回戦】                                         | 2016年6月12日  |
| ○    | クリス・ヒルガー               | 5分2R終了 判定2-0                            | REAL 4                                                                                | 2016年3月12日  |
| ×    | ホベルト・サトシ・ソウザ       | 1R 2:13 肩固め                               | REAL 3 【スーパーライト級トーナメント 1回戦】                                         | 2015年12月5日  |
| ×    | ロクク・ダリ                   | 2R 2:38 TKO（パンチ連打）                    | GRACHAN 15                                                                            | 2014年11月30日 |
| ×    | 伊藤崇文                       | 3分3R終了 判定0-3                            | PANCRASE 258                                                                          | 2014年5月11日  |
| ×    | 小谷直之                       | 1R 1:41 TKO（スタンドパンチ連打）            | RINGS 〜reincarnation 再臨〜                                                          | 2012年3月9日   |
| ○    | 植田豊                         | 5分2R終了 判定3-0                            | GRABAKA LIVE! 1st CAGE ATTACK                                                         | 2011年10月15日 |
| －   | パーキー                       | 1R 4:16 ノーコンテスト（グラウンドの膝蹴り） | DEEP 48 IMPACT                                                                        | 2010年7月3日   |
| △    | 門馬秀貴                       | 5分3R終了 判定0-1                            | DEEP 47 IMPACT                                                                        | 2010年4月17日  |
| ×    | アオ・ハイリン                 | 5分2R終了 判定0-3                            | AOW 15: Ueyama vs. Ao Hai Lin                                                         | 2009年11月28日 |
| ×    | 長谷川秀彦                     | 5分3R終了 判定0-3                            | DEEP 44 IMPACT                                                                        | 2009年10月10日 |
| ○    | 窪田幸生                       | 5分2R終了 判定3-0                            | DEEP 41 IMPACT                                                                        | 2009年4月16日  |
| ×    | ビトー・"シャオリン"・ヒベイロ | 1R 1:48 腕ひしぎ三角固め                     | HERO'S 2007 開幕戦 〜名古屋初上陸〜                                                   | 2007年3月12日  |
| ×    | ハニ・ヤヒーラ                 | 5分2R終了 判定0-2                            | HERO'S 2006 ミドル級世界最強王者決定トーナメント開幕戦 【ミドル級トーナメント 1回戦】 | 2006年5月3日   |
| ×    | 桜井隆多                       | 1R 2:40 TKO（パンチ）                        | DEEP 17th IMPACT 【DEEPミドル級タイトルマッチ】                                       | 2004年12月18日 |
| ×    | 美濃輪育久                     | 2R（10分/5分）終了 判定1-2                   | PRIDE 武士道 -其の伍-                                                                 | 2004年10月14日 |
| ×    | ショーン・シャーク             | 2R（10分/5分）終了 判定0-3                   | PRIDE 武士道 -其の弐-                                                                 | 2004年2月15日  |
| △    | 須田匡昇                       | 5分3R終了 判定0-1                            | DEEP 12th IMPACT in OHTAKU 【DEEPミドル級タイトルマッチ】                             | 2003年9月15日  |
| ×    | 桜井"マッハ"速人               | 5分3R終了 判定0-3                            | DEEP 8th IMPACT in KORAKUEN HALL                                                      | 2003年3月4日   |
| ○    | ギルソン・フェレイラ           | 3R 3:49 腕ひしぎ十字固め                     | DEEP2001 6th IMPACT in ARIAKE COLOSSEUM                                               | 2002年9月7日   |
| ○    | 石川英司                       | 2R 0:48 アンクルホールド                     | DEEP2001 5th IMPACT in DIFFER ARIAKE 【ミドル級チャンピオン決定トーナメント 決勝】    | 2002年6月9日   |
| ○    | 村浜天晴                       | 延長R 1:44 チョークスリーパー                | DEEP2001 5th IMPACT in DIFFER ARIAKE 【ミドル級チャンピオン決定トーナメント 準決勝】  | 2002年6月9日   |
| ○    | 梁正基                         | 5分2R終了 判定2-0                            | DEEP2001 5th IMPACT in DIFFER ARIAKE 【ミドル級チャンピオン決定トーナメント 1回戦】   | 2002年6月9日   |
| ×    | 三崎和雄                       | 5分3R終了 判定0-3                            | PANCRASE 2002 SPIRIT TOUR                                                             | 2002年2月17日  |
| ○    | ラバーン・クラーク             | 1R終了時 TKO（タオル投入）                   | DEEP2001 3rd IMPACT X'mas in DIFFER ARIAKE                                            | 2001年12月23日 |
| ×    | 國奥麒樹真                     | 5分2R終了 判定0-2                            | PANCRASE 2001 PROOF TOUR                                                              | 2001年9月30日  |
| △    | 窪田幸生                       | 5分3R終了 時間切れ                           | DEEP2001 in YOKOHAMA                                                                  | 2001年8月18日  |
| ×    | 江宗勲                         | 1R 2:16 TKO                                  | リングス BATTLE GENESIS Vol.7                                                         | 2001年3月20日  |
| △    | 窪田幸生                       | 5分3R終了 時間切れ                           | DEEP2001                                                                              | 2001年1月8日   |
| ○    | ティム・トーマス               | 1R 9:11 アンクルホールド                     | Rings Australia: Free Fight Battle                                                    | 2000年11月12日 |
| △    | デイブ・メネー                 | 2R（10分/5分）終了 判定0-1                   | リングス Millennium Combine II                                                        | 2000年6月15日  |
| ○    | 滑川康仁                       | 5分3R終了 判定（ポイント2-1）                | リングス RISE 5th                                                                     | 1999年8月19日  |
| ○    | ウィリー・ピータース           | 3R 3:05 TKO（ポイントアウト）                | リングス RISE 4th                                                                     | 1999年6月24日  |
| ×    | リー・ハスデル                 | 1R 4:18 反則（サミング）                     | リングス RISE 2nd                                                                     | 1999年4月23日  |
| ○    | デニス・キャファリノス         | 1R 4:40 膝十字固め                           | Rings Australia: The NR 3 fight night                                                 | 1999年3月7日   |
| ×    | 滑川康仁                       | 5分3R終了 判定（ポイント0-1）                | リングス 前田日明引退試合 〜THE FINAL〜                                               | 1999年2月21日  |
| ×    | 滑川康仁                       | 5分3R終了 判定（ポイント0-2）                | リングス FIGHTING INTEGRATION 6th                                                     | 1998年9月21日  |

### 総合格闘技・タッグマッチ
| 勝敗 | 対戦相手                                     | 試合結果                     | 大会名                                | 開催年月日    |
| △    | 窪田幸生&金井一朗 （パートナー：大久保一樹） | 20分三本勝負 時間切れ（0-0） | DEEP 2001 7th IMPACT in DIFFER ARIAKE | 2002年12月8日 |

### グラップリング
| 勝敗 | 対戦相手 | 試合結果            | 大会名                         | 開催年月日     |
| △    | 石川英司 | 5分2R終了 判定40-40 | The CONTENDERS "Millennium-1"  | 2001年6月10日  |
| ×    | 星野勇二 | 5分2R終了 判定38-40 | THE CONTENDERS 4 "prospective" | 2000年11月25日 |

### キックボクシング
| 勝敗 | 対戦相手 | 試合結果                                       | 大会名                                                     | 開催年月日   |
| ×    | 佐藤嘉洋 | 1R終了時 TKO（ドクターストップ：右膝靭帯損傷） | K-1 WORLD MAX 2006 〜日本代表決定トーナメント〜 【準決勝】 | 2006年2月4日 |
| ○    | 大東旭   | 3R終了 判定3-0                                 | K-1 WORLD MAX 2006 〜日本代表決定トーナメント〜 【1回戦】  | 2006年2月4日 |

## 獲得タイトル
- 初代DEEPミドル級王座（2002年）